# Silverado Country Club
De Silverado Country Club is een countryclub in de Verenigde Staten. De club werd opgericht in 1967 en bevindt zich in Napa, Californië.
De club beschikt over twee 18-holes golfbanen met een par van 72. De "North Course" werd ontworpen door de golfbaanarchitecten Robert Trent Jones jr. en Johnny Miller. De "South Course werd ontworpen door Robert Trent Jones jr. en zijn vader Robert Trent Jones.

## Golftoernooien
Voor het golftoernooi voor de heren is de lengte van de baan 6557 m met een par van 72.
- Kaiser International Open Invitational/Anheuser-Busch Golf Classic: 1968-1980[3]
- Frys.com Open (Amerikaanse PGA Tour): 2014, 2015[3]
- Safeway Open (Amerikaanse PGA Tour): 2016, 2017